# Клемент, Ада
Ада Клемент (англ. Ada Clement; 1878 — 18 июля 1952) — американская пианистка и музыкальный педагог, основательница Консерватории Сан-Франциско.
В 1917 г. вместе с Лилиан Ходжхед открыла в Сан-Франциско школу пианистов. В связи с бурным ростом интереса к музыкальному образованию в 1923 г. преобразовала школу в консерваторию и пригласила для преподавания известного композитора Эрнеста Блоха, который в 1925—1930 гг. возглавлял консерваторию. После отъезда Блоха вновь вместе с Ходжхед руководила консерваторией до 1951 года. Умерла от рака, в последние месяцы её жизни Блох жил рядом и играл для неё, а после смерти посвятил её небольшую пьесу «In Memoriam».